# Захар Беркут (фильм, 1971)
«Заха́р Бе́ркут» — украинский советсткий цветной широкоформатный художественный фильм, эпическая драма по мотивам одноимённой повести Ивана Франко, снятый на киностудии имени А. Довженко в 1971 году режиссёром Леонидом Осыкой.

## Сюжет
XIII век. Фильм повествует о мужественной борьбе карпатских славян — горцев-«русинов» бойков поселения Тухли, под предводительством старейшины Захара Беркута, против татаро-монгольских захватчиков, предательски поддержанных русским боярином Тугаром Волком при переходе через Карпаты, о непобедимом духе народа бойков, стремлении отстоять свою свободу и спасти соседние народы Закарпатья.

## В ролях
- Василий Симчич — Захар Беркут, старейшина Тухли
- Иван Миколайчук — Любомир, сын Захара Беркута
- Иван Гаврилюк — Максим, младший сын Захара Беркута
- Константин Степанков — Тугар Волк, русский боярин
- Антонина Лефтий — Мирослава, дочь Тугара Волка
- Борислав Брондуков — Бурундай, монгольский темник
- Болот Бейшеналиев — Пета
- Фёдор Панасенко — Дмитро Вояк
- Владимир Прокофьев — толмач
- Лилия Гурова — безумная
- Виталий Розстальный — эпизод
- Владимир Шакало
- Лев Перфилов — боярин
- Валерий Панарин — боярин
- Николай Федорцов
- Дилдорбек Рахмонов
- Николай Яковченко — житель Тухли
- Журахон Рахмонов

## Съёмочная группа
- Сценарий — Дмитрий Павлычко
- Режиссёр — Леонид Осыка
- Оператор-постановщик — Валерий Квас
- Художники — Михаил Раковский, Георгий Якутович
- Композитор — Владимир Губа
- Звукорежиссёр — Анатолий Чернооченко

## Награды
- 1971 — Главный приз, специальный диплом Валерию Квасу за оригинальную операторскую работу (кинофестиваль «Молодёжь — молодым», Днепропетровск)
- 1972 — приз и премия за воссоздание на экране традиций народного героического эпоса (Всесоюзный кинофестиваль в Тбилиси)
- В 1997 г. режиссёр Леонид Осыка за художественные фильмы «Каменный крест», «Захар Беркут», «Подарок на именины», «Гетманские клейноды» стал лауреатом Шевченковской премии.